# Bijoaraneus
Genre
Bijoaraneus est un genre d'araignées aranéomorphes de la famille des Araneidae.

## Distribution
Les espèces de ce genre se rencontrent en Asie, en Océanie et en Afrique.

## Liste des espèces
Selon World Spider Catalog (version 22.5, 11/01/2022) :
- Bijoaraneus komachi Tanikawa, Yamasaki & Petcharad, 2021
- Bijoaraneus legonensis (Grasshoff & Edmunds, 1979)
- Bijoaraneus mitificus (Simon, 1886)
- Bijoaraneus postilena (Thorell, 1878)
- Bijoaraneus praesignis (L. Koch, 1872)

## Publication originale
- Tanikawa, Yamasaki & Petcharad, 2021 : « Two new genera of Araneidae (Arachnida: Araneae). » Acta Arachnologica, vol. 70, no 2, p. 87-101.